# Lake Mungo
Lake Mungo (Lago Mungo) es una película australiana de terror psicológico de 2008 escrita y dirigida por Joel Anderson y protagonizada por Talia Zucker y Martin Sharpe. Emplea una narración de estilo falso documental con metraje encontrado y elementos de docuficción, utilizando actores "entrevistados" para presentar la narrativa de una familia que intenta aceptar la muerte accidental de su hija y los eventos potencialmente sobrenaturales que experimentan después.
Lake Mungo se estrenó en el Festival de Cine de Sydney el 18 de junio de 2008 y se proyectó en el festival de cine South by Southwest en Austin, Texas, EUA., en marzo de 2009.

## Trama
Alice Palmer, de dieciséis años, se ahoga mientras nadaba con su familia en una presa en Ararat, Australia. Su hermano adolescente Mathew instala cámaras de video en la casa para grabar lo que parecen ser imágenes del fantasma de Alice. Ellos consultan al psíquico Ray Kemeny para obtener información sobre la aparente aparición, pero él no puede explicarlo.
Posteriormente, se revela que Mathew en realidad organizó los "avistamientos" de su hermana muerta para darle a la familia una razón para exhumar su cuerpo y darle un cierre a su madre. Sin embargo, en una revisión más cercana, uno de los videos engañosos captura la habitación de Alice siendo registrada por Brett, un vecino para quien ella había trabajado como niñera.  Después de su propia búsqueda en el dormitorio, la madre de Alice, June, encuentra un video oculto que muestra a Alice en un encuentro sexual con Brett y su esposa.
Ray admite que Alice se reunió con él varios meses antes de su muerte y le dijo que estaba soñando con ahogarse, estar muerta y que su madre no podía verla ni ayudarla. El novio de Alice se presenta con imágenes de teléfono móvil de un viaje escolar al lago Mungo, donde se muestra a Alice enterrando algo en la base de un árbol. Los Palmer viajan al lago Mungo y encuentran el árbol, donde desentierran su teléfono. 
Las imágenes del teléfono la muestran caminando a lo largo de la orilla del lago y encontrándose con una doppelgänger fantasmal, parecida a un cadáver, de sí misma, con un rostro hinchado y desfigurado, que aparece tal como cuando su cuerpo fue encontrado en el lago.
Los Palmer se mudan de su casa, sintiendo que Alice quería que supieran quién era ella realmente y qué había visto. Ahora creen que el embrujo ha terminado y el fantasma de Alice se ha ido. 
La película termina con una foto familiar de los Palmer en el jardín delantero de su casa mientras la figura de Alice observa desde la ventana. 
Los créditos están intercalados con imágenes anteriores, revelando varios avistamientos reales del fantasma de Alice a lo largo de la película que pasaron desapercibidos. Después de los créditos, una figura que puede ser Alice o su doppelgänger se encuentra en el lago Mungo, en la oscuridad, al momento que cae un relámpago.

## Elenco
- Rosie Traynor como June Palmer
- David Pledger como Russell Palmer
- Martin Sharpe como Mathew Palmer
- Talia Zucker como Alice Palmer
- Steve Jodrell como Ray Kemeny
- Tania Lentini como Georgie Ritter
- Cameron Strachan como Leith Ritter
- Judith Roberts como Iris Long
- Robin Cuming como Garrett Long
- Marcus Costello como Jason Whittle
- Chloe Armstrong como Kim Whittle
- Carole Patullo como Sandy Drouin
- Tamara Donnellan como Marissa Toohey
- Scott Terrill como Brett Toohey
- Joel Anderson como entrevistador

## Producción
La mayor parte de la película se escribió en 2005. Anderson estaba teniendo dificultades para conseguir fondos para otro guion que había escrito y que requería un presupuesto mucho mayor. Después de discutir con los que serían futuros colaboradores en Lake Mungo, Anderson decidió escribir una historia ficticia de estilo documental que pudiera filmarse con un bajo presupuesto. Cuando se le preguntó qué inspiró a crear el guion, Anderson dijo: "No creo que sea un thriller sobrenatural. Creo que está destinado a ser una exploración del dolor". También citó una curiosidad sobre cómo "la tecnología se utiliza para registrar la vida de las personas y rastrear recuerdos, y cómo la tecnología media en muchas de nuestras experiencias". La financiación inicial se obtuvo a través de inversores privados, después de lo cual el equipo de producción se acercó al organismo de financiación de películas del gobierno australiano Screen Australia y recibió más financiación. Durante el casting, se buscaron actores de bajo perfil en un esfuerzo por mantener una auténtica sensación de documental. La película se rodó durante un período de aproximadamente cinco semanas utilizando múltiples formatos de película y video.
No había un diálogo escrito en el guion, solo el esquema de la historia, por lo que los actores tenían la tarea de improvisar sus escenas. Anderson también se desempeñó como entrevistador fuera de la pantalla en las muchas escenas de entrevistas de estilo documental que componen la película, aunque su papel no fue acreditado.

## Estreno
Lake Mungo se estrenó en el Festival de Cine de Sydney el 18 de junio de 2008.
En marzo de 2009, la película se proyectó en el festival de cine South by Southwest en Austin, Texas, EUA. El 13 de marzo de 2009, la película se proyectó en el Festival de Cine Itinerante de Wagga Wagga, Australia. El 17 de marzo, la película se proyectó en el Reino Unido en el Barbican London Australian Film Festival. El 21 de enero de 2010; la película se proyectó en el After Dark Horrorfest en los Estados Unidos, distribuida por Lionsgate y After Dark Films.

## Recepción
Lake Mungo tiene una calificación del 95% en Rotten Tomatoes, habiendo recibido críticas positivas de 21 de los 22 críticos.
Antes de la gran estreno de la película, Russell Edwards de Variety calificó de 'ambicioso, restringido y bien montado falso documental', y alabó su partitura musical, pero criticó la iluminación de la película y la aparente falta de diálogo con guión.
Andrew L. Urban de Urban Cinefile escribió que "esta película magníficamente construida y ejecutada hace todo bien, hasta el más mínimo detalle, ya que nos lleva al escenario imaginado". Simon Miraudo de Quickflix calificó la película como "un examen lúgubre y onírico del agujero dejado en el corazón de una familia después de una muerte", y le otorgó una puntuación de cinco estrellas sobre cinco.
Simon Foster, del Special Broadcasting Service, declaró que Lake Mungo es "una de las películas debut más impresionantes de este país en muchos años" y comentó además que "el joven director ha creado un juego de nervios diferente a cualquier película que haya producido la industria australiana."  En su reseña de la película para The Hollywood Reporter, Megan Lehmann se hizo eco de estos sentimientos y señaló la "compilación lenta y convincente", la "atmósfera surrealista" y la "banda sonora sobria que funciona en un nivel primario" de la película, que "se acerca a la realidad". Ella destacó la fusión de elementos sobrenaturales con temas sustantivos sobre la familia y la pérdida, concluyendo que "esta ambiciosa exploración de la muerte y sus réplicas recompensará a los fanáticos del género más exigentes".
Por el contrario, una reseña publicada por Bloody Disgusting concluyó que "el problema final con Lake Mungo es que los realizadores tenían demasiadas buenas ideas en una sola película y no tenían suficiente tiempo para contar todas sus historias".
En 2020, Mike Sprague de Dread Central incluyó la película en su lista de "10 películas de terror subestimadas increíbles" para transmitir durante la pandemia de COVID-19 . Más tarde ese año, Meagan Navarro de Bloody Disgusting también recomendó la película, escribiendo que "Los sustos son sutiles, a menudo acechando en el fondo para que solo los más observadores lo noten", y calificándola como una "película de terror única, una película lenta misterio lleno de giros y un Susto repentino seriamente desconcertante para todas las edades".
La película fue nominada a Mejor Película de Terror en los premios Fright Meter en 2010.